# Роберт Шо (диригент)
Роберт Шо (енгл. Robert Shaw; Ред Блаф, 30. април 1916 — Њу Хејвен, 25. јануар 1999) је био амерички диригент, живео и радио у Атланти. Оснивач Атланта симфоније и симфонијског хора.
Примио је 16 Греми награда, а 1991. је био добитник и Кенеди Централ награде.